# Ваља Шошиј (Бакау)
Ваља Шошиј (рум. Valea Șoșii) насеље је у Румунији у округу Бакау у општини Подури. Oпштина се налази на надморској висини од 409 m.

## Становништво
Према подацима из 2002. године у насељу је живело 1453 становника.

### Попис2002.
| Расподела становништва по националности 2002.‍ | Расподела становништва по националности 2002.‍ | Расподела становништва по националности 2002.‍ | Расподела становништва по националности 2002.‍ | Расподела становништва по националности 2002.‍ |
| --------------------------------------------- | --------------------------------------------- | --------------------------------------------- | --------------------------------------------- | --------------------------------------------- |
|                                               |                                               |                                               |                                               |                                               |
| Румуни                                        | Румуни                                        |                                               | 1.255                                         | 86,4%                                         |
| Роми                                          | Роми                                          |                                               | 197                                           | 13,6%                                         |